# Dietmar Mögenburg
Dietmar Mögenburg (Leverkusen, 15. kolovoza 1961.) je bivši zapadnonjemački atletičar, te olimpijski pobjednik i europski prvak u skoku u vis.
26. svibnja 1980., u dobi od 18 godina, Mögenburg je skočio 2,35 metra u vis čime je izjednačio svjetski rekord u skoku u vis na otvorenom. Prvi je istu visinu preskočio poljak Jacek Wszoła. U to vrijeme, Mögenburg je postavio novi svjetski juniorski rekord na otvorenom.
Na Europskom atletskom prvenstvu u Ateni 1982. i Olimpijskim igrama 1984. u Los Angelesu, Dietmar Mögenburg je osvojio zlato. Godinu dana potom, 24. veljače 1985. na atletskom mitingu u Kölnu postavio je novi svjetski dvoranski rekord od 2,39 m.

## Karijera

### OI 1984.
| RANG | IME ATLETIČARA    | REZ. FINALA |
| ---- | ----------------- | ----------- |
|      | Dietmar Mögenburg | 2,35 m      |
|      | Patrik Sjöberg    | 2,33 m      |
|      | Zhu Jianhua       | 2,31 m      |
| 4.   | Dwight Stones     | 2,31 m      |
| 5.   | Doug Nordquist    | 2,29 m      |
| 6.   | Milt Ottey        | 2,29 m      |
| 7.   | Liu Yunpeng       | 2,29 m      |
| 8.   | Cai Shu           | 2,27 m      |
| 9.   | Erkki Niemi       | 2,24 m      |
| 10.  | Carlo Thränhardt  | 2,15 m      |

## Vanjske poveznice
- Biografija sportaša na IAAF.org